# Camastra

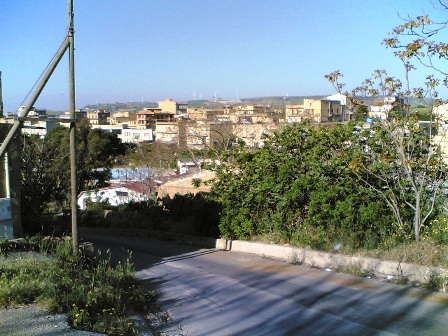
Camastra

Camastra is een gemeente in de Italiaanse provincie Agrigento (regio Sicilië) en telt 2133 inwoners (31-12-2004). De oppervlakte bedraagt 16,3 km², de bevolkingsdichtheid is 131 inwoners per km².

## Demografie
Camastra telt ongeveer 920 huishoudens. Het aantal inwoners daalde in de periode 1991-2001 met 28,0% volgens cijfers uit de tienjaarlijkse volkstellingen van ISTAT.
| Jaar | Inwoneraantal |
| ---- | ------------- |
| 1991 | 3034          |
| 2001 | 2185          |

## Geografie
De gemeente ligt op ongeveer 450 m boven zeeniveau.
Camastra grenst aan de volgende gemeenten: Licata, Naro, Palma di Montechiaro.
Agrigento · Alessandria della Rocca · Aragona · Bivona · Burgio · Calamonaci · Caltabellotta · Camastra · Cammarata · Campobello di Licata · Canicattì · Casteltermini · Castrofilippo · Cattolica Eraclea · Cianciana · Comitini · Favara · Grotte · Joppolo Giancaxio · Lampedusa e Linosa · Licata · Lucca Sicula · Menfi · Montallegro · Montevago · Naro · Palma di Montechiaro · Porto Empedocle · Racalmuto · Raffadali · Ravanusa · Realmonte · Ribera · Sambuca di Sicilia · San Biagio Platani · San Giovanni Gemini · Sant'Angelo Muxaro · Santa Elisabetta · Santa Margherita di Belice · Santo Stefano Quisquina · Sciacca · Siculiana · Villafranca Sicula
1. ↑  https://demo.istat.it/?l=it.